# Lilium parvum

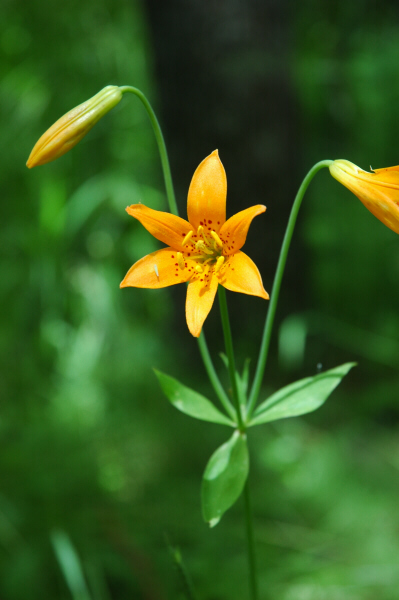
Lilium parvum var. crocatum.

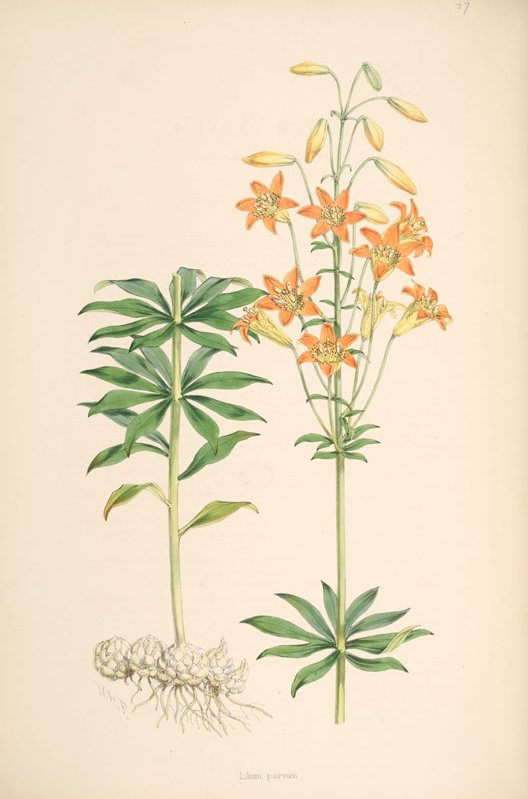
Lilium parvum ilustração de Walter Hood Fitch.

Lilium parvum  é uma espécie de planta com flor, pertencente à família Liliaceae.
A planta é nativa da região oeste da América do Norte da área montanhosa da Sierra Nevada da Califórnia. O seu habitat está localizado em terras úmidas ao longo de rios e lagos.

## Variedades
- L. p. crocatum
- L. p. hallidayi
- L. p. parvum